# اندراب (سرآب)
اندراب یکی از روستاهای استان آذربایجان شرقی است که در دهستان حومه بخش مرکزی شهرستان سرآب واقع شده‌است.